# Choi Young-jae
Đây là một tên người Triều Tiên, họ là Choi.
Choi Young-jae (Hangul: 최영재, Hanja: 崔榮宰, sinh ngày 17 tháng 9 năm 1996) là một nam ca sĩ và diễn viên người Hàn Quốc. Anh là thành viên của nhóm nhạc nam Got7. Anh sáng tác nhạc dưới nghệ danh Ars (bắt nguồn từ câu thành ngữ tiếng Latin Ars longa, vita brevis).
Ngày 19 tháng 1 năm 2021, Youngjae cùng 6 thành viên của nhóm (JayB, Mark, Jackson, Jinyoung, BamBam, Yugyeom) quyết định rời khỏi JYP Entertainment. Không lâu sau đó, Sublime Artist Agency công bố với truyền thông rằng Youngjae cùng với Jackson đã ký hợp đồng độc quyền chính thức với công ty.

## Cuộc đời và sự nghiệp

### Trước khi ra mắt
Youngjae sinh ngày 17 tháng 9 năm 1996 tại Mokpo, là em út trong gia đình. Anh bắt đầu ước mơ theo đuổi sự nghiệp âm nhạc sau một lần hát cùng anh trai của mình. Trong khi anh trai hoàn thành nghĩa vụ quân sự, Youngjae theo học tại một học viện âm nhạc tại địa phương, và giành giải giọng ca xuất sắc nhất tại Mokpo Youth Music Festival vào năm 2011.
Năm 2013, JYP Entertainment mở một cuộc tuyển chọn trong nội bộ học viện, và Youngjae chính thức trở thành thực tập sinh của công ty. Trong thời gian thực tập tại công ty trước khi ra mắt, anh chủ yếu học và tập nhảy. Sau một thời gian ngắn đào tạo, ngày 16 tháng 1 năm 2014, Youngjae được công bố là thành viên cuối cùng của Got7, đảm nhận vị trí giọng ca chính trong nhóm.
Năm 2014, anh tốt nghiệp Seoul Korea Arts High School. Năm 2015, Youngjae được nhận vào Trường Đại học Seokyeong. Năm 2016, cậu theo học Trường Đại học Taekyung chuyên ngành người mẫu cùng thành viên Yugyeom. Youngjae chia sẻ, anh muốn theo học khoa Âm nhạc nhưng vì lịch trình quá bận rộn nên anh không thể chuẩn bị cũng như hoàn thành tất cả các kỳ thi đầu vào.

### 2014–2020: Ra mắt với Got7 và các hoạt động solo
Đầu năm 2017, Youngjae tham gia chương trình King of Masked Singer và lấy biệt danh "King of Game Machine". Đây là lần đầu anh tham gia một chương trình một mình mà không có mặt các thành viên trong nhóm.
Tháng 7 năm 2017, trong thời gian bộ đôi tiền bối JJ Project comeback và quảng bá mini album "Verse 2", Youngjae đã sang Mỹ học thanh nhạc, trải nghiệm một số hoạt động thú vị mới mẻ tại đây. Youngjae tham gia góp giọng cho ca khúc Victim of Love của nhạc sĩ Sanjoy và Stephen Rezza cùng với Elliott Yamin, và qua đó giấc mơ được gặp thần tượng của Youngjae đã thành hiện thực.
Đầu năm 2018, Youngjae xuất hiện trên chương trình "Immortal Songs 2" và trình diễn ca khúc "Mercury Lamp" của Kim Yeon Ja.
Ngày 18 tháng 5 năm 2020, Youngjae trở thành DJ chính thức cùng YoungK (Day6) cho chương trình "Idol Radio" của MBC. Ngày 25 tháng 5 năm 2020, Youngjae phát hành bộ sưu tập đầu tiên của mình mang tên "Ars x Coco First Collaboration Lưu trữ ngày 5 tháng 3 năm 2021 tại Wayback Machine", một phần tiền thu được từ việc bán các sản phẩm sẽ được quyên góp cho tổ chức bảo vệ động vật và các tổ chức vận động khác.

## Danh sách đĩa nhạc
| Năm  | Bài hát           | Link | Chú thích                |
| ---- | ----------------- | ---- | ------------------------ |
| 2018 | At The Usual Time | [x]  | "Wok of Love OST" part 2 |
| 2018 | I'm All Ears      | [x]  | với Park Jimin           |
| 2020 | Fall In Love      | [x]  | với Choi Jungyoon        |
| 2021 | So Not Worth It   | [x]  | So Not Worth It OST      |

### Sáng tác
| Năm  | Tác phẩm                             | Ghi chú                                                             |
| ---- | ------------------------------------ | ------------------------------------------------------------------- |
| 2016 | Rewind (Album Flight Log: Departure) | Hợp tác cùng 조찬양, Command Freaks                                 |
| 2016 | 1:31AM                               | Hợp tác cùng Defsoul                                                |
| 2016 | Hey (Album Flight Log: Turbulence)   | Hợp tác cùng 김원, 오현주                                           |
| 2016 | Sick (Album Flight Log: Turbulence)  | Hợp tác cùng Mark, Jackson Damon Sharp, Carlos Battey, Gregg Pagani |
| 2016 | 내하루 (My Day)                      | Hợp tác cùng 오현주 đăng trên Soundcloud                            |
| 2016 | TRAUMA                               | Hợp tác cùng 오현주 đăng trên Soundcloud                            |
| 2017 | 통화버튼 (Call button)               | Hợp tác cùng J.praize, 오현주 đăng trên Soundcloud                  |
| 2017 | Sign (Album Flight Log: Arrival)     | Hợp tác cùng Noday, Chloe                                           |
| 2017 | Victim Of Love                       | Góp giọng cùng Elliott Yamin Sáng tác: Sanjoy, Stephen Rezza        |
| 2017 | Moon U (Mini Album: 7For7)           | Hợp tác cùng 주찬양, Maxx Song, Bambam, Command Freaks              |
| 2017 | 잠들고 싶어 (I want to fall asleep)  | Hợp tác cùng Noday đăng trên soundcloud                             |
| 2018 | Hesitate (EP: Eyes On You)           | Hợp tác cùng Amillo                                                 |
| 2018 | Nobody Knows (PRESENT: YOU)          | Hợp tác cùng Pollen, LAVIN                                          |
| 2019 | Time out (Spinning top)              | Hợp tác cùng Noday, Versa Choi                                      |
| 2020 | Aura (DYE)                           | Hợp tác cùng 주찬양, Lavin, 니화                                    |

## Phim đã tham gia

### Chương trình truyền hình
| Năm  | Tiêu đề                        | Kênh       | Ghi chú                                                          |
| ---- | ------------------------------ | ---------- | ---------------------------------------------------------------- |
| 2014 | After School Club              | Arirang    | cùng với Got7 (Tập 41)                                           |
| 2014 | 1000 Song Chanllenge           | SBS        | cùng với JB, Jackson, Jinyoung (tập 289)                         |
| 2014 | Immortal Songs 2               | KBS        | cùng với Got7 (Tập 148)                                          |
| 2014 | IGot7                          | SBS MTV    | cùng với Got7 (Phát sóng trên Youku & Tudou)                     |
| 2014 | Weekly Idol                    | MBC Every1 | cùng với Got7 (Tập 146)                                          |
| 2014 | A Song For You                 | KBS        | cùng với Got7 (Tập 2)                                            |
| 2014 | M!Countdown Begins Open Studio | Mnet       | cùng với Got7                                                    |
| 2014 | King of Ratings                | KBS        | cùng với Got7 (19 tháng 7 năm 2014)                              |
| 2015 | Weekly Idol                    | MBC Every1 | cùng với Got7 (Tập 220)                                          |
| 2015 | Running Man '100 vs 100 Race'! | SBS        | cùng với Got7                                                    |
| 2016 | Weekly Idol                    | MBC Every1 | cùng với Got7 (Tập 263, 270)                                     |
| 2016 | Weekly Idol (Tập đặc biệt)     | MBC Every1 | cùng với Got7 (trừ BamBam) và TWICE, BTOB, GFRIEND (Tập 261+262) |
| 2016 | Idol Battle Likes              | KBS World  | cùng với Got7                                                    |
| 2016 | After School Club              | Airang     | cùng với Got7 (Tập 205+232)                                      |
| 2016 | Got7's Hard Carry              | Mnet       | cùng với Got7                                                    |
| 2017 | King of Mask Singer            | MBC        | 47th Generation Mask King: Tập 93+94                             |
| 2017 | Weekly Idol                    | MBC Every1 | cùng với Got7 (Tập 294)                                          |
| 2017 | Singderella                    | Channel A  | cùng với Got7 (trừ Jackson) (Season 2 tập 19)                    |
| 2017 | I Can See Your Voice 4         | Mnet       | cùng với Got7 (Tập 4)                                            |
| 2017 | After School Club              | Airang     | cùng với Got7 (Tập 256)                                          |
| 2017 | Weekly Idol                    | MBC Every1 | cùng với Got7 (Tập 324)                                          |
| 2018 | Immortal Songs 2               | KBS        | (Tập 340)                                                        |
| 2018 | Knowing Bros                   | JTBC       | cùng với Got7 (Tập 118)                                          |
| 2018 | Weekly Idol                    | MBC Every1 | cùng với Got7 (Tập 346)                                          |

### Phim truyền hình
| Năm  | Tên phim                | Vai diễn       | Kênh phát sóng | Ghi chú           | Tham khảo |
| ---- | ----------------------- | -------------- | -------------- | ----------------- | --------- |
| 2015 | Dream Knight            | Himself        | Naver TV Cast  | Web series        |           |
| 2021 | ONAIR - Secret Contract | Khách mời      |                | Sitcom            |           |
| 2021 | So Not Worth It         | Sam            | Netflix        | Sitcom            |           |
| 2021 | Love & Wish             | Kim Seung-hyu  |                | Web series        |           |
| 2024 | Dare to Love Me         | Khách mời      |                | TV series, Tập 16 |           |
| 2025 | Cạnh Tranh Thân Thiện   | Nam Byeong-jin | U+ Mobile TV   | TV series         |           |